# Chistochina-Gletscher
Der Chistochina-Gletscher ist ein Talgletscher in der nördlichen Alaskakette in Alaska (USA). 
Der Chistochina-Gletscher hat sein Nährgebiet auf einer Höhe von etwa 2200 m an der Südwestflanke des Mount Kimball. Der Chistochina-Gletscher strömt 5,8 km in südwestlicher Richtung. Auf 1500 m Höhe spaltet er sich in eine westliche und in eine östliche Gletscherzunge auf. 
Die 1,1 km breite westliche Gletscherzunge besitzt eine Länge von 4,9 km und endet auf einer Höhe von 1200 m. Sie speist den Chistochina River.
Die östlicher Gletscherzunge strömt 4,2 km nach Südosten und endet ebenfalls auf einer Höhe von ungefähr 1200 m. Die 1,2 km breite Gletscherzunge speist den Middle Fork Chistochina River, einen linken Nebenfluss des Chistochina River. Beide Gletscherzungen sind im Rückzug begriffen.